# 舞坂ゆき子
舞坂 ゆき子（まいさか ゆきこ、1976年11月10日 - ）は、日本の女優、歌手、ドッグセラピスト、実業家。本名は大島 舞子（おおしま まいこ）。東京都出身。宝塚歌劇団卒業生。父は歌手の坂本九。母は女優の柏木由紀子。姉は大島花子。従兄にサックス奏者の阿部薫がいる。愛称は「まいちゃん」「まいぴー」「まいたん」。

## 略歴
東洋英和女学院小・中・高校2年修了。
1994年、宝塚音楽学校に入学。
1996年、宝塚歌劇団入団。入団時の成績は38人中20番。月組公演『CAN-CAN』で初舞台（82期生）。同年5月8日、雪組に配属。
同期には蘭寿とむ（元花組トップスター）、壮一帆（元雪組トップスター）、紺野まひる（元雪組トップ娘役）などがいる。
2002年2月11日、東京公演『愛 燃える/Rose Garden』で退団。
2007年1月、渋谷区宇田川町の路上でバイクにひき逃げの被害に遭い、軽傷を負う。
2009年12月、ドッグウェアブランドchu♥che（クーチェ）を立ち上げる。自らがプロデュース、デザイン、ほか全てをこなしている。
2013年11月、一般男性との結婚を発表。
2015年8月23日、第1子男児を出産。

## 宝塚歌劇団時代の主な舞台出演
- 1996年6月『エリザベート』（東京宝塚劇場）新人公演：女官
- 1996年8月-12月『虹のナターシャ/La Jeunesse!』（宝塚大劇場・東京宝塚劇場）
- 1997年3月-7月『仮面のロマネスク/ゴールデン・デイズ』（宝塚大劇場・東京宝塚劇場）
- 1997年5月『嵐が丘』（バウホール）キャサリン役
- 1997年9月-11月 『真夜中のゴースト/レ・シェルバン』（宝塚大劇場・東京宝塚劇場）
- 1997年12月-1998年4月『春櫻賦／LET'S JAZZ -踊る五線譜-』新人公演：昼顔（本役：有沙美帆）
- 1998年5月『風と共に去りぬ』（全国ツアー）ベティ
- 1998年8月-12月『浅茅が宿 -秋成幻想-／ラヴィール』時丸（宝塚大劇場・東京宝塚劇場）
- 1999年2月『浅茅が宿 -秋成幻想-／ラヴィール』時丸 (中日劇場）
- 1999年4月-8月『再会／ノバ・ボサ・ノバ』（宝塚大劇場・東京宝塚劇場）
- 1999年6月『The Wonder Three』（バウホール）
- 2000年4月-2000年3月『バッカスと呼ばれた男／華麗なる千拍子'99』（宝塚大劇場・東京宝塚劇場・全国ツアー　ユーディット役）
- 2000年6月『宝塚 月・雪・花／サンライズ・タカラヅカ』（ベルリン公演）
- 2000年9月『デパートメント・ストア／凱旋門』（東京）新人公演：ウージェニー（本役：灯奈美）
- 2001年2月-8月『猛き黄金の国 -士魂商才!岩崎彌太郎の青春-／パッサージュ -硝子の空の記憶-』（宝塚大劇場・東京宝塚劇場）新人公演：いね（本役：五峰亜季）
- 2001年4月『雪組エンカレッジ・コンサート』（バウホール）
- 2001年8月『アンナ・カレーニナ』（バウホール・日本青年館）ナスターシャ
- 2001年10月-2002年2月『愛 燃える -呉王夫差-／Rose Garden』新人公演：香妃（こうひ）（宝塚大劇場・東京宝塚劇場）（本役：森央かずみ） ＊退団公演

## 宝塚歌劇団退団後の主な作品

### テレビドラマ
- 上を向いて歩こう〜坂本九物語〜　（2005年8月、テレビ東京）遠藤八千代（九の三姉）役
- 水戸黄門 第35部 第12話「 初春! 意地の味比べ- 八代」（2006年1月9日） - おさわ 役
- ザ・ヒットパレード〜芸能界を変えた男・渡辺晋物語〜　（2006年5月、フジテレビ）

### 舞台
- OINARI 〜浅草ギンコ物語〜（2003年09月22日〜09月27日　青山劇場）（2003年10月02日〜10月28日 中日劇場）　一ノ瀬雛子役
- ブルースな日々　ああガス欠（2003　博品館劇場他）ルミ役
- OH!神様（2004年　三百人劇場）ルミ役
- 半次とお銀の悪党稼業 心ならずも人助け？（2004年5月　東京芸術劇場）お袖役
- エリザベート10周年ガラコンサート（2006年　東京芸術劇場）女官役、家庭教師役
- 音楽劇 赤毛のアン（2006年9月　国際フォーラム）アン役

### CD
- 2000年7月発売『SUKIYAKI 2000』（坂本九とデュエットアレンジ）
- 2009年9月発売『ボクものがたり』